# Štefan Jabcon
Štefan Jabcon (* 6. dubna 1955, Prešov) je bývalý slovenský hokejový útočník.

## Hokejová kariéra
Začínal v ZPA Prešov, během základní vojenské služby hrál za VTJ Příbram. V československé lize hrál za TJ Gottwaldov a TJ VSŽ Košice. Odehrál 8 ligových sezón. V roce 1986 získal s VSŽ Košice mistrovský titul. V nižších soutěžích hrál i za ZPA Prešov.

## Klubové statistiky
| Sezona    | Klub          | Soutěž  | Základní část | Základní část | Základní část | Základní část | Základní část | Play off | Play off | Play off | Play off | Play off |
| Sezona    | Klub          | Soutěž  | Z             | G             | A             | B             | TM            | Z        | G        | A        | B        | TM       |
| --------- | ------------- | ------- | ------------- | ------------- | ------------- | ------------- | ------------- | -------- | -------- | -------- | -------- | -------- |
| 1978/1979 | TJ Gottwaldov | 1. liga | 43            | 15            | 8             | 23            | -             |          |          |          |          |          |
| 1979/1980 | TJ Gottwaldov | 2. liga | -             | 37            | -             | -             | -             |          |          |          |          |          |
| 1980/1981 | TJ VSŽ Košice | 1. liga | 37            | 11            | 8             | 19            | 18            |          |          |          |          |          |
| 1981/1982 | TJ VSŽ Košice | 1. liga | 36            | 4             | 7             | 11            | -             |          |          |          |          |          |
| 1982/1983 | TJ VSŽ Košice | 1. liga | 35            | 10            | 8             | 18            | 20            |          |          |          |          |          |
| 1983/1984 | TJ VSŽ Košice | 1. liga | 32            | 8             | 9             | 17            | 12            |          |          |          |          |          |
| 1984/1985 | TJ VSŽ Košice | 1. liga | 33            | 8             | 6             | 14            | 6             |          |          |          |          |          |
| 1985/1986 | TJ VSŽ Košice | 1. liga | -             | -             | -             | -             | -             |          |          |          |          |          |
| 1986/1987 | TJ VSŽ Košice | 1. liga | 18            | 6             | 3             | 9             | 6             | 4        | 0        | 2        | 2        |          |
| 1987/1988 | ZPA Prešov    | 2. liga | -             | 23            | 13            | 39            | -             |          |          |          |          |          |
| 1988/1989 | ZPA Prešov    | 2. liga | -             | -             | -             | -             | -             |          |          |          |          |          |